# Poursuite et Fin
Pour plus de détails, voir Fiche technique et Distribution.
Poursuite et Fin (Going! Going! Gosh!) est un film américain d'animation Merrie Melodies de 6 minutes et mettant en scène Bip Bip et Vil Coyote réalisé par Chuck Jones en 1952.

## Fiche technique
- Réalisateur Chuck Jones
- Producteur Edward Selzer
- Compositeur Carl W. Stalling